# Hans Kinzl
Hans Kinzl (* 5. Oktober 1898 in St. Florian am Inn; † 23. Oktober 1979 in Innsbruck) war österreichischer Geograph und Gebirgsforscher.

## Leben und Forschertätigkeit
Hans Kinzl, ältester Sohn eines wohlhabenden Bauern, besuchte das Bischöfliche Gymnasium Petrinum in Linz. Nach der Matura, die er während des Ersten Weltkrieges im Mai 1916 ablegte, und dem Kriegsdienst als Einjährig-Freiwilliger studierte er an der Universität Innsbruck Geographie und Geschichte und promovierte 1923. Seit 1919 war er Mitglied der katholischen Studentenverbindung AV Austria Innsbruck. 1928 ging er mit seinem Lehrer Johann Sölch, seinerseits Schüler Albrecht Pencks, nach Heidelberg, wo ihn Wilhelm Salomon-Calvi unterstützte und er sich 1931 zum Thema Gletscherschwankungen in den Alpen habilitierte.
Durch seine gletscherkundlichen Forschungen wurde er 1932 vom Deutschen und Österreichischen Alpenverein zur ersten Expedition in die Cordillera Blanca (Peru) eingeladen. In den Jahren 1936 und 1939–41 leitete Kinzl die zweite und dritte Expedition in die Peruanischen Anden des nunmehr Deutschen Alpenvereins. Die dabei entstandenen Landkarten trugen dazu bei, dass die Cordillera Blanca zu dem glaziologisch und siedlungskundlich am besten erforschten tropischen Hochgebirge wurde. Kinzl blieb dem Alpenverein stets verbunden und war 1958–1967 und 1971/72 Erster Vorsitzender des Österreichischen Alpenvereins. Kinzl übernahm von Raimund von Klebelsberg die Leitung des AV-Gletschermessdienstes (1964–1979), die Herausgabe der Buchreihe „Schlern-Schriften“ (1967–1975) und – gemeinsam mit Herfried Hoinkes – die Herausgeberschaft der Zeitschrift für Gletscherkunde und Glazialgeologie (1970–1978).
1935 übernahm Hans Kinzl, als Nachfolger des Hettner-Schülers Friedrich Metz – Metz wurde 1934 vom Dienst an der Universität Innsbruck enthoben – die Leitung des Geographischen Instituts in Innsbruck und wurde 1942 zum ordentlichen Professor ernannt. Dieser Karrieresprung während der Zeit des Nationalsozialismus fiel nach dem Ende des Zweiten Weltkrieges der „Entnazifizierungskommission“ der Universität auf; Kinzl wurde im WS 1945/46 freigestellt. Da Kinzl jedoch als „nicht-belastet“ eingestuft wurde, konnte er bereits im folgenden Semester seine Tätigkeit wieder aufnehmen. Hans Kinzl war im Studienjahr 1950/51 Dekan der Philosophischen Fakultät und 1958/59 Rektor der Universität Innsbruck.
Kinzl hat die Entwicklung des Instituts für Geographie bis zu seiner Emeritierung im Jahr 1968 sowohl als Leiter als auch als Forscher und Lehrer außerordentlich geprägt. Er begründete unter anderem in den 1940er Jahren die Innsbrucker Schule der (historischen) Bevölkerungsgeographie, die auf der Auswertung von Kirchenbüchern basiert und von seinem Schüler und Nachfolger Franz Fliri weitergeführt wurde. Die Kirchenbücher als wertvolle Quellen lernte Kinzl während seiner Studien in der Tiroler Siedlung Pozuzo im tropischen Regenwald Perus kennen. Kinzl ermutigte auch etliche seiner Schüler zur akademischen Laufbahn wie beispielsweise Helmut Heuberger (Salzburg), Adolf Leidlmair (Innsbruck), Peter Meusburger (Heidelberg), Herbert Paschinger (Graz), Gernot Patzelt (Innsbruck), Hugo Penz (Innsbruck) und Ernest Troger (Wien).
In den letzten 20 Jahren seines Lebens beschäftigte sich Hans Kinzl mit der historischen Kartographie, insbesondere mit dem von Peter Anich und Blasius Hueber im 18. Jahrhundert herausgegebenen Atlas Tyrolensis.
Aus Anlass des Ablebens von Kinzl trauerte der Oesterreichische Alpenverein um sein (bis dahin) einziges Ehrenmitglied. Ebenso Ehrenmitglied war Kinzl seit 1937 bei der Peruanisch Geographischen Gesellschaft in Lima.

## Auszeichnungen
- Mitglied der Österreichischen Akademie der Wissenschaften
- Mitglied der Deutschen Akademie der Naturforscher Leopoldina in Halle
- Academia Nacional de Ciencias Exactas, Físicas y Naturales in Lima/Peru
- Silbernes Ehrenzeichen für Verdienste um die Republik Österreich
- Ehrenzeichen des Landes Tirol
- Ehrenmitglied der Österreichischen Geographischen Gesellschaft und Träger der Franz-von-Hauer-Medaille
- Ehrenmitglied der Peruanisch Geographischen Gesellschaft (1937)
- Ehrendoktorat der Universität Hamburg für Naturwissenschaften
- Namensgeber für die Kinzl Crests in der Antarktis (seit 1960)
- Ehrenring der Stadt Innsbruck (1961)

## Schriften
- Durchbruchstäler am Südrand der Böhmischen Masse in Oberösterreich. Veröffentlichungen des Instituts für Ostbairische Heimatforschung in Passau, Band 1, ZDB-ID 143845-1. Verlag des Instituts für ostbairische Heimatforschung, Passau 1926. – Volltext online.
- Beiträge zur Geschichte der Gletscherschwankungen in den Ostalpen, 1929
- Die größten nacheiszeitlichen Gletschervorstöße in den Schweizer Alpen und in der Mont-Blanc-Gruppe, in: Zeitschrift für Gletscherkunde 20, 1932, S. 269–397
- Bei den Deutschen in Pozuzo, 1934
- Gegenwärtige und eiszeitliche Vergletscherung in der Cordillera Blanca, 1935
- Die anthropogeographische Bedeutung der Gletscher und die künstliche Flurbewässerung in den peruanischen Anden, 1944
- Bergbauernfrage und Gebirgsentsiedlung in Tirol, 1945
- Zur bevölkerungsbiologischen Lage des Bergbauerntums, 1948
- Formenkundliche Beobachtungen im Vorfeld der Alpengletscher, 1950
- Die Gletscher als Klimazeugen, 1958
- Wandlungen im alpinen Bevölkerungsbild, 1958
- Die Karte von Tirol von Warmund Ygl 1604/05, 1962
- Südtirol – geographisch betrachtet, 1965
- Peter Anich 1723–1766, 1976